# Tòa án Hiến pháp Tây Ban Nha
Tòa án Hiến pháp Tây Ban Nha (Tribunal Constitucional) là cơ quan giám sát hiến pháp của Tây Ban Nha, có thẩm quyền giải thích hiến pháp, xác định tính hợp hiến của luật và văn bản pháp quy của các cơ quan nhà nước trung ương, khu vực, địa phương của Tây Ban Nha. Tòa án Hiến pháp được quy định tại Chương IX (Điều 159–165) Hiến pháp Tây Ban Nha và các luật 2/1979, 8/1984, 4/1985, 6/1988, 7/1999 và 1/2000. Tòa án Hiến pháp là "cơ quan giải thích cao nhất" của Hiến pháp nhưng không phải là một phần của hệ thống tư pháp Tây Ban Nha nên cơ quan xét xử cao nhất là Tòa án Tối cao.

## Nhiệm vụ và quyền hạn
Tòa án Hiến pháp có thẩm quyền xem xét tính hợp hiến của luật và văn bản pháp quy của Quốc hội hoặc nghị viện khu vực và giải quyết xung đột về thẩm quyền giữa chính quyền trung ương và chính quyền khu tự trị.
Tòa án Hiến pháp có thẩm quyền xem xét tính hợp hiến của điều ước quốc tế trước khi được phê chuẩn theo đề nghị của Chính phủ, Đại hội Đại biểu hoặc Thượng viện.
Tòa án Hiến pháp thụ lý đề nghị xem xét tính hợp hiến của một đạo luật của chủ tịch Chính phủ, Thanh tra viên Nhân dân, 50 đại biểu, 50 thượng nghị sĩ, chính quyền hoặc nghị viện của một khu tự trị.
Ngoài ra, Tòa án Hiến pháp có thẩm quyền xem xét các văn bản pháp quy của chính quyền trung ương hoặc các chính quyền khu tự trị có phù hợp với sự phân chia quyền hạn được Hiến pháp và những luật khác quy định hay không, giải quyết khiếu nại của công dân về các quyền hiến định và xem xét quy chế tự chủ của các khu tự trị trước khi được ban hành.
Công dân có quyền kháng cáo lên Tòa án Hiến pháp về những hành vi của chính phủ vi phạm "các quyền tự do cơ bản" của họ sau khi đã kháng cáo lên cấp chung thẩm của hệ thống tư  pháp mà vẫn không được giải quyết.
Luật Bầu cử 1985 quy định Tòa án Hiến pháp có thẩm quyền thụ lý kiến nghị của ứng cử viên bị hội đồng bầu cử loại khỏi cuộc bầu cử.
Quyết định của Tòa án Hiến pháp là chung thẩm.

## Cơ cấu tổ chức
Tòa án Hiến pháp gồm mười hai thẩm phán, bốn thẩm phán do Đại hội Đại biểu đề cử, bốn thẩm phán do Thượng viện đề cử, hai thẩm phán do chính phủ đề cử và hai thẩm phán do Đại Hội đồng Tư pháp đề cử. Nhiệm kỳ của thẩm phán Tòa án Hiến pháp là chín năm. Tuy được cả ba nhánh hành pháp, lập pháp, tư pháp bổ nhiệm nhưng Tòa án Hiến pháp đã bị cáo buộc chính trị hóa.
Thẩm phán Tòa án Hiến pháp do quân chủ chính thức bổ nhiệm. Thẩm phán Tòa án Hiến pháp phải có ít nhất 15 năm kinh nghiệm trong các ngành nghề "thẩm phán, công tố viên, giáo sư đại học, quan chức và luật sư" và không được kiêm nhiệm chức vụ khác.
Chủ tịch Tòa án Hiến pháp do quân chủ bổ nhiệm trong số thẩm phán Tòa án Hiến pháp theo đề cử của toàn thể Tòa án Hiến pháp với nhiệm kỳ ba năm. Một phó chủ tịch giúp chủ tịch làm nhiệm vụ và tổng thư ký chịu trách nhiệm quản lý biên chế của tòa án.

### Danh sách thẩm phán Tòa án Hiến pháp đương nhiệm
| Họ tên, năm sinh và nơi sinh | Họ tên, năm sinh và nơi sinh                                             | Cơ quan đề cử        | Nhậm chức / Thời gian nhiệm kỳ      | Chức vụ trước                                                                                             |
| ---------------------------- | ------------------------------------------------------------------------ | -------------------- | ----------------------------------- | --- |
|                              | Ricardo Enríquez Sancho 1944 Madrid, Cộng đồng Madrid                    | Thượng viện          | 19 tháng 3 năm 201410 năm, 353 ngày | Thẩm phán Tòa án Tối cao (2004–2014)                                                                      |
|                              | Cándido Conde-Pumpido 22 tháng 9 năm 1949 A Coruña, Galicia              | Thượng viện          | 15 tháng 3 năm 20177 năm, 357 ngày  | Thẩm phán Tòa án Tối cao (2012–2017)                                                                      |
|                              | María Luisa Balaguer Callejón 1953 Almería, Andalucia                    | Thượng viện          | 15 tháng 3 năm 20177 năm, 357 ngày  | Giáo sư luật hiến pháp tại Đại học Malaga (1999–2017) và thành viên Hội đồng Tư vấn Andalucia (2005–2017) |
|                              | Juan Ramón Sáez Valcárcel 23 tháng 6 năm 1957 Madrid, Cộng đồng Madrid   | Đại hội Đại biểu     | 18 tháng 11 năm 20213 năm, 109 ngày | Thẩm phán Tòa án Quốc gia (2007–2021)                                                                     |
|                              | Enrique Arnaldo Alcubilla 1957 Madrid, Cộng đồng Madrid                  | Đại hội Đại biểu     | 18 tháng 11 năm 20213 năm, 109 ngày | Thư ký Quốc hội (1986–2021)                                                                               |
|                              | Concepción Espejel Jorquera 15 tháng 9 năm 1959 Madrid, Cộng đồng Madrid | Đại hội Đại biểu     | 18 tháng 11 năm 20213 năm, 109 ngày | Chánh tòa Tòa hình sự Tòa án Quốc gia (2017–2021)                                                         |
|                              | Inmaculada Montalbán Huertas 26 tháng 11 năm 1959 Iznalloz, Andalucia    | Đại hội Đại biểu     | 18 tháng 11 năm 20213 năm, 109 ngày | Chánh tòa Tòa hành chính Tòa án cấp cao Andalucia, Ceuta và Melilla (2014–2021)                           |
|                              | Juan Carlos Campo Moreno 17 tháng 10 năm 1961 Osuna, Andalucía           | Chính phủ            | 9 tháng 1 năm 20232 năm, 57 ngày    | Thẩm phán Tòa án Quốc gia (2021–2023)                                                                     |
|                              | Laura Díez Bueso 1969 Barcelona, Catalunya                               | Chính phủ            | 9 tháng 1 năm 20232 năm, 57 ngày    | Phó Chủ tịch Hội đồng Bảo đảm Quy chế Catalunya (2022)                                                    |
|                              | María Luisa Segoviano Astaburuaga 1950 Valladolid, Castilla và León      | Đại Hội đồng Tư pháp | 9 tháng 1 năm 20232 năm, 57 ngày    | Chánh tòa Tòa lao động Tòa án Tối cao (2020–2022)                                                         |
|                              | César Tolosa Tribiño 1957 Santa María la Real de Nieva, Castilla và León | Đại Hội đồng Tư pháp | 9 tháng 1 năm 20232 năm, 57 ngày    | Chánh tòa Tòa hành chính Tòa án Tối cao (2020–2022)                                                       |
|                              | José María Macías 1964 Barcelona, Catalunya                              | Thượng viện          | 30 tháng 7 năm 2024220 ngày         | Thành viên Đại Hội đồng Tư pháp (2015–2024)                                                               |

### Thẩm phán danh dự
Sau khi hết nhiệm kỳ, thẩm phán Tòa án Hiến pháp sẽ được trao danh hiệu thẩm phán danh dự (magistrados eméritos) và nhận được một số đặc quyền từ Tòa án Hiến pháp.

## Quyết định quan trọng
Năm 2005, Tòa án Hiến pháp phán quyết rằng tòa án Tây Ban Nha có thẩm quyền phổ quát để thụ lý các vụ án liên quan đến tội ác chống lại loài người, chẳng hạn như tội diệt chủng, hủy bỏ quyết định của Tòa án Tối cao rằng tòa án Tây Ban Nha chỉ có thẩm quyền thụ lý vụ án nếu nạn nhân là người Tây Ban Nha.
Năm 2005, 50 đại biểu Đại hội Đại biểu của Đảng Nhân dân đề nghị Tòa án Hiến pháp hủy bỏ luật cho phép hôn nhân cùng giới vì vi phạm Hiến pháp Tây Ban Nha. Năm 2012, Tòa án Hiến pháp phán quyết rằng hôn nhân cùng giới không vi phạm hiến pháp vì khái niệm xã hội về hôn nhân đã phát triển nên Hiến pháp phải được giải thích cho phù hợp với các giá trị văn hóa hiện tại.